# Csontosnyelvűek
A csontosnyelvűek (Osteoglossidae) a csontos halak (Osteichthyes) főosztályába sorolt sugarasúszójú halak (Actinopterygii) osztályában az elefánthalak (Osteoglossiformes) rendjének egyik családja.
Korábban az Arapaimidae család tagjait is idesorolták, azonban a két halcsoport ősei, már a késő triász korban külön váltak. A csontosnyelvűek családjába manapság 6 élő faj tartozik.

## Rendszerezésük
A családba az alábbi két élő recens nem és 3-5 fosszilis nem tartozik:
- Osteoglossum Cuvier, 1829 – 2 faj; típusnem
- Scleropages Günther, 1864 – 4 faj
- †Brychaetus (Agassiz, 1845) - késő kréta-paleocén[4]
- †Joffrichthys - paleocén
- †Phareodus Leidy, 1873 - paleocén-eocén

### Fordítás
- Ez a szócikk részben vagy egészben  az   Arowana című angol Wikipédia-szócikk ezen változatának fordításán alapul.  Az eredeti cikk szerkesztőit annak laptörténete sorolja fel. Ez a jelzés csupán a megfogalmazás eredetét és a szerzői jogokat jelzi, nem szolgál a cikkben szereplő információk forrásmegjelöléseként.